# دوبنیتسا، سویلایناتس
دوبنیتسا (به صربی: Dubnica) یک روستا در صربستان است که در سویلایناتس واقع شده‌است.
 دوبنیتسا  ۶۰۷ نفر جمعیت دارد.